# کنار دریا (فیلم ۲۰۰۲)
کنار دریا (فرانسوی: Bord de mer‎) فیلمی در ژانر درام به کارگردانی ژولی لوپ-کوروال است که در سال ۲۰۰۲ منتشر شد. از بازیگران آن می‌توان به بول اوژیه، لیلیان روور و ژونتان زکی اشاره کرد. این فیلم برنده دوربین طلایی از جشنواره فیلم کن شده است.